# Stanley Cup playoff 2004
I playoff della Stanley Cup 2004 del campionato NHL 2003-2004 hanno avuto inizio il 7 aprile 2004. Le sedici squadre qualificate per i playoff, otto da ciascuna Conference, hanno giocato una serie di partite al meglio di sette per i quarti di finale, semifinali e finali di Conference. I vincitori delle due Conference hanno disputato una serie di partite al meglio di sette per la conquista della Stanley Cup. I campioni di ciascuna Division conservarono il proprio ranking per l'intera durata dei playoff, mentre le altre squadre furono ricollocate nella graduatoria dopo ciascun turno.
Quest'edizione dei playoff vide la prima partecipazione nella sua storia dei Nashville Predators, fondati come expansion-team nel 1998. I Tampa Bay Lightning, futuri vincitori della Stanley Cup, presero il via per la terza volta ai playoff, mentre i Colorado Avalanche giunsero alla nona partecipazione consecutiva alla post-season. Al 2015 furono gli ultimi playoff senza la partecipazione sia dei Los Angeles Kings che degli Anaheim Ducks.

## Squadre partecipanti

### Eastern Conference
1. Tampa Bay Lightning – vincitori della Southeast Division e della stagione regolare nella Eastern Conference, 106 punti
2. Boston Bruins – vincitori della Northeast Division, 104 punti
3. Philadelphia Flyers – vincitori della Atlantic Division, 101 punti
4. Toronto Maple Leafs – 103 punti
5. Ottawa Senators – 102 punti
6. New Jersey Devils – 100 punti
7. Montreal Canadiens – 93 punti
8. New York Islanders – 91 punti

### Western Conference
1. Detroit Red Wings – vincitori della Central Division, della stagione regolare nella Western Conference e del Presidents' Trophy, 109 punti
2. San Jose Sharks – vincitori della Pacific Division, 104 punti
3. Vancouver Canucks – vincitori della Northwest Division, 101 punti
4. Colorado Avalanche – 100 punti
5. Dallas Stars – 97 punti
6. Calgary Flames – 94 punti
7. St. Louis Blues – 91 punti
8. Nashville Predators – 91 punti

### Tabellone
In ciascun turno la squadra con il ranking più alto si sfidò con quella dal posizionamento più basso, usufruendo anche del vantaggio del fattore campo. Nella finale di Stanley Cup il fattore campo fu determinato dai punti ottenuti in stagione regolare dalle due squadre. Ciascuna serie, al meglio delle sette gare, seguì il formato 2–2–1–1–1: la squadra migliore in stagione regolare avrebbe disputato in casa Gara-1 e 2, (se necessario anche Gara-5 e 7), mentre quella posizionata peggio avrebbe giocato nel proprio palazzetto Gara-3 e 4 (se necessario anche Gara-6).
|  | Quarti di finale Conference | Quarti di finale Conference                      | Quarti di finale Conference |   |                     | Semifinali Conference | Semifinali Conference | Semifinali Conference |                    |                    | Finali Conference   | Finali Conference  | Finali Conference  |  |  | Finale Stanley Cup | Finale Stanley Cup | Finale Stanley Cup |
|  |                             |                                                  |                             |   |                     |                       |                       |                       |                    |                    |                     |                    |                    |  |  |                    |                    |                    |
|  | 1                           | Tampa Bay Lightning                              | 4                           |   |                     | 1                     | Tampa Bay Lightning   | 4                     |                    |                    |                     |                    |                    |  |  |                    |                    |                    |
|  | 8                           | New York Islanders                               | 1                           |   |                     | 7                     | Montreal Canadiens    | 0                     |                    |                    |                     |                    |                    |  |  |                    |                    |                    |
|  |                             |                                                  |                             |   |                     |                       |                       |                       |                    |                    |                     |                    |                    |  |  |                    |                    |                    |
|  | 2                           | Boston Bruins                                    | 3                           |   |                     |                       |                       |                       | Eastern Conference | Eastern Conference | Eastern Conference  | Eastern Conference | Eastern Conference |  |  |                    |                    |                    |
|  | 2                           | Boston Bruins                                    | 3                           |   |                     |                       |                       |                       | Eastern Conference | Eastern Conference | Eastern Conference  | Eastern Conference | Eastern Conference |  |  |                    |                    |                    |
|  | 7                           | Montreal Canadiens                               | 4                           |   |                     |                       |                       |                       |                    |                    |                     |                    |                    |  |  |                    |                    |                    |
|  | 7                           | Montreal Canadiens                               | 4                           |   |                     |                       |                       |                       |                    | 1                  | Tampa Bay Lightning | 4                  |                    |  |  |                    |                    |                    |
|  |                             |                                                  |                             |   |                     |                       |                       |                       |                    | 1                  | Tampa Bay Lightning | 4                  |                    |  |  |                    |                    |                    |
|  |                             | 3                                                | Philadelphia Flyers         | 3 |                     |                       |                       |                       |                    |                    |                     |                    |                    |  |  |                    |                    |                    |
|  | 3                           | 3                                                | Philadelphia Flyers         | 3 | Philadelphia Flyers | 4                     |                       |                       |                    |                    |                     |                    |                    |  |  |                    |                    |                    |
|  | 3                           |                                                  |                             |   | Philadelphia Flyers | 4                     |                       |                       |                    |                    |                     |                    |                    |  |  |                    |                    |                    |
|  | 6                           | New Jersey Devils                                | 1                           |   |                     |                       |                       |                       |                    |                    |                     |                    |                    |  |  |                    |                    |                    |
|  | 6                           | New Jersey Devils                                | 1                           |   |                     |                       |                       |                       |                    |                    |                     |                    |                    |  |  |                    |                    |                    |
|  |                             |                                                  |                             |   |                     |                       |                       |                       |                    |                    |                     |                    |                    |  |  |                    |                    |                    |
|  |                             |                                                  |                             |   |                     |                       |                       |                       |                    |                    |                     |                    |                    |  |  |                    |                    |                    |
|  | 4                           | Toronto Maple Leafs                              | 4                           |   | 3                   | Philadelphia Flyers   | 4                     |                       |                    |                    |                     |                    |                    |  |  |                    |                    |                    |
|  | 4                           | Toronto Maple Leafs                              | 4                           |   | 3                   | Philadelphia Flyers   | 4                     |                       |                    |                    |                     |                    |                    |  |  |                    |                    |                    |
|  | 5                           | Ottawa Senators                                  | 3                           |   |                     | 4                     | Toronto Maple Leafs   | 2                     |                    |                    |                     |                    |                    |  |  |                    |                    |                    |
|  | 5                           | Ottawa Senators                                  | 3                           |   |                     |                       |                       |                       |                    | E1                 | Tampa Bay Lightning | 4                  |                    |  |  |                    |                    |                    |
|  |                             | (Accoppiamenti ristabiliti dopo il primo turno.) |                             |   |                     |                       |                       |                       |                    | E1                 | Tampa Bay Lightning | 4                  |                    |  |  |                    |                    |                    |
|  |                             | W6                                               | Calgary Flames              | 3 |                     |                       |                       |                       |                    |                    |                     |                    |                    |  |  |                    |                    |                    |
|  | 1                           | W6                                               | Calgary Flames              | 3 | Detroit Red Wings   | 4                     |                       |                       | 1                  | Detroit Red Wings  | 2                   |                    |                    |  |  |                    |                    |                    |
|  | 1                           |                                                  |                             |   | Detroit Red Wings   | 4                     |                       |                       | 1                  | Detroit Red Wings  | 2                   |                    |                    |  |  |                    |                    |                    |
|  | 8                           | Nashville Predators                              | 2                           |   |                     | 6                     | Calgary Flames        | 4                     |                    |                    |                     |                    |                    |  |  |                    |                    |                    |
|  | 8                           | Nashville Predators                              | 2                           |   |                     | 6                     | Calgary Flames        | 4                     |                    |                    |                     |                    |                    |  |  |                    |                    |                    |
|  |                             |                                                  |                             |   |                     |                       |                       |                       |                    |                    |                     |                    |                    |  |  |                    |                    |                    |
|  | 2                           | San Jose Sharks                                  | 4                           |   |                     |                       |                       |                       |                    |                    |                     |                    |                    |  |  |                    |                    |                    |
|  | 2                           | San Jose Sharks                                  | 4                           |   |                     |                       |                       |                       |                    |                    |                     |                    |                    |  |  |                    |                    |                    |
|  | 7                           | St. Louis Blues                                  | 1                           |   |                     |                       |                       |                       |                    |                    |                     |                    |                    |  |  |                    |                    |                    |
|  | 7                           | St. Louis Blues                                  | 1                           |   |                     |                       |                       |                       | 6                  | Calgary Flames     | 4                   |                    |                    |  |  |                    |                    |                    |
|  |                             |                                                  |                             |   |                     |                       |                       |                       | 6                  | Calgary Flames     | 4                   |                    |                    |  |  |                    |                    |                    |
|  |                             | 2                                                | San Jose Sharks             | 2 |                     |                       |                       |                       |                    |                    |                     |                    |                    |  |  |                    |                    |                    |
|  | 3                           | 2                                                | San Jose Sharks             | 2 | Vancouver Canucks   | 3                     |                       |                       |                    |                    |                     |                    |                    |  |  |                    |                    |                    |
|  | 3                           |                                                  |                             |   | Vancouver Canucks   | 3                     |                       |                       |                    |                    |                     |                    |                    |  |  |                    |                    |                    |
|  | 6                           | Calgary Flames                                   | 4                           |   |                     |                       |                       |                       |                    |                    | Western Conference  | Western Conference | Western Conference |  |  |                    |                    |                    |
|  | 6                           | Calgary Flames                                   | 4                           |   |                     |                       |                       |                       |                    |                    | Western Conference  | Western Conference | Western Conference |  |  |                    |                    |                    |
|  |                             |                                                  |                             |   |                     |                       |                       |                       |                    |                    |                     |                    |                    |  |  |                    |                    |                    |
|  | 4                           | Colorado Avalanche                               | 4                           |   | 2                   | San Jose Sharks       | 4                     |                       |                    |                    |                     |                    |                    |  |  |                    |                    |                    |
|  | 4                           | Colorado Avalanche                               | 4                           |   | 2                   | San Jose Sharks       | 4                     |                       |                    |                    |                     |                    |                    |  |  |                    |                    |                    |
|  | 5                           | Dallas Stars                                     | 1                           |   |                     | 4                     | Colorado Avalanche    | 2                     |                    |                    |                     |                    |                    |  |  |                    |                    |                    |

## Eastern Conference

### Quarti di finale di Conference

#### Tampa Bay - NY Islanders
| Arbitri: | Bill McCreary Tim Peel |

|  |           |                             |
|  | Marcatori | 25:07 Roy 31:06 50:59 Modin |

| Arbitri: | Paul Devorski Marc Joannette |

|                                  |           |  |
| Niinimaa 11:42 Blake 43:36 59:06 | Marcatori |  |

| Arbitri: | Mike Hasenfratz Michael McGeough |

|                                      |           |  |
| Richards 03:40 St. Louis 06:32 59:50 | Marcatori |  |

| Arbitri: | Tim Peel Brad Watson |

|                                             |           |  |
| St. Louis 10:30 Fedotenko 38:03 Modin 41:34 | Marcatori |  |

| Arbitri: | Don Koharski Kelly Sutherland |

|                           |           |                                              |
| Kvaša 10:41 Parrish 47:28 | Marcatori | 36:18 Taylor 38:22 Fedotenko 64:07 St. Louis |

#### Boston - Montreal
| Arbitri: | Michael McGeough Rob Shick |

|  |           |                                          |
|  | Marcatori | 05:12 Gončar 19:01 Nylander 38:24 Knuble |

| Arbitri: | Brad Watson Brad Meier |

|                 |           |                               |
| Brisebois 35:54 | Marcatori | 15:22 Nylander 61:26 Bergeron |

| Arbitri: | Kerry Fraser Kevin Pollock |

|                             |           |                                  |
| Hilbert 06:34 Rolston 43:35 | Marcatori | 02:16 15:24 Kovalëv 33:32 Markov |

| Arbitri: | Michael McGeough Don VanMassenhoven |

|                                                      |           |                                   |
| Nylander 16:25 Šlégr 31:30 Knuble 59:29 Murray 89:27 | Marcatori | 04:41 21:48 Ribeiro 19:55 Kovalëv |

| Arbitri: | Bill McCreary Tim Peel |

|                                                                    |           |              |
| Perreault 05:43 Kovalëv 27:39 Zedník 43:25 Koivu 51:16 Rivet 53:26 | Marcatori | 48:23 Murray |

| Arbitri: | Paul Devorski Dan O'Halloran |

|                      |           |                                                                     |
| Samsonov 07:16 44:36 | Marcatori | 12:37 Langdon 26:03 Koivu 34:23 Perreault 59:19 Kovalëv 59:56 Bulis |

| Arbitri: | Paul Devorski Stephen Walkom |

|                    |           |  |
| Zedník 50:52 59:52 | Marcatori |  |

#### Philadelphia - New Jersey
| Arbitri: | Paul Devorski Dennis LaRue |

|                          |           |                                         |
| Eliáš 43:53 Hrdina 44:28 | Marcatori | 10:19 Gagné 23:31 Roenick 43:53 Primeau |

| Arbitri: | Michael McGeough Brad Meier |

|                           |           |                                          |
| Hrdina 24:44 Gionta 54:36 | Marcatori | 14:49 Recchi 27:24 Žamnov 50:31 Timander |

| Arbitri: | Brad Meier Brad Watson |

|                            |           |                                             |
| Roenick 08:49 Amonte 23:13 | Marcatori | 21:26 37:28 Eliáš 24:55 Martin 47:00 Gionta |

| Arbitri: | Kerry Fraser Dan O'Halloran |

|                                           |           |  |
| Johnsson 01:18 Žamnov 44:45 Primeau 56:02 | Marcatori |  |

| Arbitri: | Bill McCreary Don VanMassenhoven |

|                      |           |                                         |
| S. Niedermayer 33:36 | Marcatori | 13:38 Žamnov 54:37 Markov 59:52 Kapanen |

#### Toronto - Ottawa
| Arbitri: | Marc Joannette Dan Marouelli |

|                                                |           |                               |
| Smolinski 05:05 Redden 30:02 Hossa 30:40 41:39 | Marcatori | 03:15 Nieuwendyk 18:33 McCabe |

| Arbitri: | Kevin Pollock Brad Watson |

|  |           |                     |
|  | Marcatori | 10:40 26:02 Roberts |

| Arbitri: | Rob Shick Don VanMassenhoven |

|                               |           |  |
| Nieuwendyk 21:30 Sundin 54:16 | Marcatori |  |

| Arbitri: | Don Koharski Michael McGeough |

|               |           |                                                         |
| Roberts 16:53 | Marcatori | 19:24 Alfredsson 33:15 Hossa 43:37 White 48:00 Phillips |

| Arbitri: | Paul Devorski Stephen Walkom |

|  |           |                             |
|  | Marcatori | 41:43 Domi 55:18 Nieuwendyk |

| Arbitri: | Kerry Fraser Kevin Pollock |

|              |           |                          |
| McCabe 04:14 | Marcatori | 44:55 Chára 81:47 Fisher |

| Arbitri: | Kevin Pollock Don VanMassenhoven |

|              |           |                                                  |
| Varaďa 20:22 | Marcatori | 06:19 Kilger 07:41 19:39 Nieuwendyk 47:59 McCabe |

### Semifinali di Conference

#### Tampa Bay - Montreal
| Arbitri: | Kerry Fraser Dan O'Halloran |

|  |           |                                                          |
|  | Marcatori | 22:52 Fedotenko 36:43 43:49 Lecavalier 47:20 Afanasenkov |

| Arbitri: | Marc Joannette Stephen Walkom |

|             |           |                                    |
| Koivu 16:40 | Marcatori | 02:35 39:57 Lecavalier 08:33 Modin |

| Arbitri: | Paul Devorski Rob Shick |

|                                                      |           |                                           |
| Stillman 28:41 Richards 32:24 61:05 Lecavalier 59:43 | Marcatori | 29:33 Kovalëv 50:32 Ryder 56:13 Brisebois |

| Arbitri: | Michael McGeough Brad Watson |

|                                        |           |                 |
| Boyle 31:57 Richards 37:14 Modin 59:04 | Marcatori | 05:46 Sundström |

#### Philadelphia - Toronto
| Arbitri: | Don Koharski Bill McCreary |

|                 |           |                                           |
| Mogil'nyj 14:28 | Marcatori | 07:14 Amonte 25:11 Ragnarsson 55:35 Gagné |

| Arbitri: | Kerry Fraser Michael McGeough |

|            |           |                             |
| Domi 33:48 | Marcatori | 17:57 Brashear 48:25 Žamnov |

| Arbitri: | Paul Devorski Dan Marouelli |

|              |           |                                                               |
| Amonte 38:58 | Marcatori | 25:12 Mogil'nyj 26:42 Ponikarovskij 35:11 Kilger 51:36 Tucker |

| Arbitri: | Bill McCreary Brad Watson |

|             |           |                                 |
| Gagné 07:44 | Marcatori | 13:24 27:45 Sundin 42:19 Tucker |

| Arbitri: | Marc Joannette Rob Shick |

|                                |           |                                                                              |
| Nieuwendyk 19:25 Roberts 49:54 | Marcatori | 03:51 Recchi 05:43 27:03 Handzuš 18:54 20:44 43:50 Primeau 23:54 Radivojevič |

| Arbitri: | Kevin Pollock Stephen Walkom |

|                                 |           |                          |
| Somík 09:55 Roenick 15:30 67:39 | Marcatori | 49:04 Pilař 55:08 Sundin |

### Finale di Conference

#### Tampa Bay - Philadelphia
| Arbitri: | Dan Marouelli Brad Watson |

|               |           |                                               |
| Handzuš 26:48 | Marcatori | 22:03 Andreychuk 33:34 Richards 47:04 Dingman |

| Arbitri: | Marc Joannette Don Koharski |

|                                                                                      |           |                                 |
| LeClair 01:53 Recchi 08:50 Kapanen 11:17 Malachov 26:02 Handzuš 39:48 Timander 43:34 | Marcatori | 50:13 Fedotenko 57:18 St. Louis |

| Arbitri: | Kerry Fraser Stephen Walkom |

|                                                                |           |               |
| Stillman 12:56 Fedotenko 15:20 Lecavalier 41:19 Richards 48:20 | Marcatori | 40:36 Primeau |

| Arbitri: | Bill McCreary Kevin Pollock |

|                              |           |                                          |
| Modin 12:43 Lecavalier 59:27 | Marcatori | 16:55 LeClair 18:20 Recchi 31:50 Primeau |

| Arbitri: | Dan Marouelli Don VanMassenhoven |

|                           |           |                                                   |
| Handzuš 28:56 Sharp 29:34 | Marcatori | 10:30 Fedotenko 20:24 27:12 Richards 59:45 Taylor |

| Arbitri: | Kerry Fraser Stephen Walkom |

|                                              |           |                                                     |
| Lecavalier 01:28 20:45 Fedotenko 35:15 37:33 | Marcatori | 07:23 78:18 Gagné 17:01 58:11 Primeau 32:42 Kapanen |

| Arbitri: | Stephen Walkom Brad Watson |

|                |           |                             |
| Johnsson 30:16 | Marcatori | 16:46 Fedotenko 24:57 Modin |

## Western Conference

### Quarti di finale di Conference

#### Detroit - Nashville
| Arbitri: | Stephane Auger Kevin Pollock |

|            |           |                                         |
| Hall 00:16 | Marcatori | 40:37 Draper 44:55 Holmström 58:16 Lang |

| Arbitri: | Bill McCreary Dan O'Halloran |

|               |           |                            |
| Országh 32:41 | Marcatori | 25:45 Lang 57:15 Schneider |

| Arbitri: | Paul Devorski Dennis LaRue |

|            |           |                                         |
| Hull 45:21 | Marcatori | 18:23 Legwand 19:45 Hall 56:03 Hartnell |

| Arbitri: | Dan Marouelli Kevin Pollock |

|  |           |                                            |
|  | Marcatori | 10:44 Sullivan 32:21 Országh 42:04 Johnson |

| Arbitri: | Eric Furlatt Stephen Walkom |

|               |           |                                                           |
| Žoltoks 39:22 | Marcatori | 03:19 Zetterberg 06:22 Hull 13:18 Shanahan 29:25 Lidström |

| Arbitri: | Kerry Fraser Marc Joannette |

|                             |           |  |
| Whitney 01:26 Yzerman 01:56 | Marcatori |  |

#### San Jose - St. Louis
| Arbitri: | Kerry Fraser Dan O'Halloran |

|  |           |                  |
|  | Marcatori | 69:16 Dimitrakos |

| Arbitri: | Kelly Sutherland Stephen Walkom |

|              |           |                           |
| Weight 57:51 | Marcatori | 17:29 23:52 40:48 Marleau |

| Arbitri: | Don Koharski Dennis LaRue |

|                |           |                                         |
| Cheechoo 45:36 | Marcatori | 29:56 47:51 59:13 Sillinger 37:24 Drake |

| Arbitri: | Eric Furlatt Bill McCreary |

|                                           |           |                                         |
| Thornton 06:29 23:35 Koroljuk 30:04 51:19 | Marcatori | 11:25 Danton 40:34 Demitra 55:07 Weight |

| Arbitri: | Dan Marouelli Dean Warren |

|              |           |                                      |
| Savage 13:10 | Marcatori | 01:50 Stuart 29:34 Smith 56:22 Ricci |

#### Vancouver - Calgary
| Arbitri: | Eric Furlatt Don Koharski |

|                                        |           |                                                                      |
| Simon 24:38 Saprykin 25:06 Oliwa 46:16 | Marcatori | 02:34 Rucinsky 05:24 Salo 32:47 H. Sedin 37:51 Öhlund 45:25 Morrison |

| Arbitri: | Kerry Fraser Don VanMassenhoven |

|                             |           |               |
| Iginla 03:06 Lombardi 03:56 | Marcatori | 29:41 Näslund |

| Arbitri: | Dan Marouelli Chris Rooney |

|                           |           |             |
| Näslund 22:10 Cooke 41:29 | Marcatori | 21:04 Simon |

| Arbitri: | Stephen Walkom Dean Warren |

|  |           |                                                    |
|  | Marcatori | 20:59 Yelle 36:06 Clark 36:33 Donovan 58:13 Iginla |

| Arbitri: | Kevin Pollock Rob Shick |

|                           |           |                |
| Conroy 23:50 Iginla 45:37 | Marcatori | 36:19 H. Sedin |

| Arbitri: | Michael McGeough Rob Shick |

|                                                                      |           |                                                         |
| Ruutu 18:01 D. Sedin 25:32 May 26:42 Sanderson 30:15 Morrison 102:28 | Marcatori | 30:31 Saprykin 32:38 Nieminen 41:14 Gélinas 52:56 Clark |

| Arbitri: | Dan Marouelli Brad Watson |

|                                  |           |                   |
| Iginla 32:50 50:14 Gélinas 61:25 | Marcatori | 47:32 59:54 Cooke |

#### Colorado - Dallas
| Arbitri: | Stephen Walkom Dean Warren |

|               |           |                                          |
| Kapanen 53:30 | Marcatori | 06:14 Forsberg 08:37 Tanguay 43:49 Sakic |

| Arbitri: | Don Koharski Chris Rooney |

|                            |           |                                                                         |
| Modano 08:33 Therien 37:19 | Marcatori | 09:36 Sakic 19:57 Tanguay 26:48 Forsberg 33:42 Hinote 43:01 Konowalchuk |

| Arbitri: | Marc Joannette Bill McCreary |

|                                           |           |                                                  |
| Hejduk 11:34 Hahl 15:37 Konowalchuk 31:02 | Marcatori | 08:01 Arnott 39:58 Young 55:33 Boucher 55:38 Ott |

| Arbitri: | Paul Devorski Kelly Sutherland |

|                                       |           |                           |
| Hejduk 09:10 Sakic 14:01 Svatoš 85:18 | Marcatori | 15:05 Zubov 51:14 Turgeon |

| Arbitri: | Mike Hasenfratz Dan O'Halloran |

|               |           |                                                                             |
| Therien 05:39 | Marcatori | 18:57 Hendrickson 21:41 Konowalchuk 40:42 Forsberg 49:08 Hejduk 55:04 Sakic |

### Semifinali di Conference

#### Detroit - Calgary
| Arbitri: | Marc Joannette Don VanMassenhoven |

|                           |           |            |
| Regehr 37:57 Nilson 62:39 | Marcatori | 26:14 Lang |

| Arbitri: | Dan Marouelli Kevin Pollock |

|                             |           |                                                               |
| Donovan 33:50 Gélinas 58:50 | Marcatori | 23:02 Holmström 30:06 32:19 Yzerman 54:49 Hull 56:08 Lidström |

| Arbitri: | Bill McCreary Kelly Sutherland |

|                          |           |                                        |
| Lang 21:17 Fischer 31:14 | Marcatori | 23:38 Yelle 25:46 Iginla 32:24 Donovan |

| Arbitri: | Dan O'Halloran Stephen Walkom |

|                                                                |           |                              |
| Maltby 00:26 Devereaux 23:00 Dandenault 20:02 Zetterberg 59:36 | Marcatori | 25:45 Gélinas 26:03 Nieminen |

| Arbitri: | Don Koharski Kevin Pollock |

|              |           |  |
| Conroy 36:07 | Marcatori |  |

| Arbitri: | Kerry Fraser Don VanMassenhoven |

|  |           |               |
|  | Marcatori | 79:13 Gélinas |

#### San Jose - Colorado
| Arbitri: | Michael McGeough Brad Watson |

|                                  |           |                                                         |
| Konowalchuk 29:07 Forsberg 40:52 | Marcatori | 10:52 31:39 33:13 Marleau 12:42 Damphousse 19:07 Hannan |

| Arbitri: | Rob Shick Kelly Sutherland |

|              |           |                                                             |
| Hejduk 07:01 | Marcatori | 31:14 Damphousse 39:36 Marleau 46:27 Cheechoo 59:05 Primeau |

| Arbitri: | Dan Marouelli Kevin Pollock |

|                  |           |  |
| Damphousse 49:39 | Marcatori |  |

| Arbitri: | Don Koharski Don VanMassenhoven |

|  |           |             |
|  | Marcatori | 65:15 Sakic |

| Arbitri: | Kerry Fraser Dan O'Halloran |

|                   |           |                  |
| Sakic 49:50 61:54 | Marcatori | 19:52 Damphousse |

| Arbitri: | Bill McCreary Rob Shick |

|                                           |           |              |
| Damphousse 21:34 Goc 28:59 Cheechoo 32:03 | Marcatori | 37:34 Hejduk |

### Finale di Conference

#### San Jose - Calgary
| Arbitri: | Kevin Pollock Stephen Walkom |

|                                               |           |                                         |
| Oliwa 09:26 Conroy 19:29 49:25 Montador 78:43 | Marcatori | 21:23 Ricci 39:02 Harvey 56:39 Koroljuk |

| Arbitri: | Bill McCreary Don VanMassenhoven |

|                                                        |           |                |
| Nilson 00:20 Donovan 10:35 Nieminen 52:35 Iginla 53:19 | Marcatori | 25:26 McCauley |

| Arbitri: | Dan Marouelli Brad Watson |

|                                       |           |  |
| Damphousse 27:31 Koroljuk 58:10 59:16 | Marcatori |  |

| Arbitri: | Marc Joannette Don Koharski |

|                                                            |           |                          |
| Rathje 22:40 Cheechoo 28:24 Damphousse 30:03 Marleau 38:47 | Marcatori | 27:55 Iginla 59:20 Simon |

| Arbitri: | Kerry Fraser Brad Watson |

|                                        |           |  |
| Iginla 06:27 Nilson 08:29 Conroy 32:47 | Marcatori |  |

| Arbitri: | Bill McCreary Kevin Pollock |

|                |           |                                         |
| McCauley 36:14 | Marcatori | 18:52 Iginla 33:02 Gélinas 59:59 Regehr |

## Finale Stanley Cup
La finale della Stanley Cup 2004 è stata una serie al meglio delle sette gare che ha determinato il campione della National Hockey League per la stagione 2003-04. I Tampa Bay Lightning hanno sconfitto i Calgary Flames in sette partite e si sono aggiudicati la Stanley Cup per la prima volta nella loro storia. Per i Lightning fu la prima finale nella loro storia, mentre per i Calgary Flames fu la terza presenza, la prima dopo quella vittoriosa del 1989.

## Statistiche

### Classifica marcatori
La seguente lista elenca i migliori marcatori al termine dei playoff.

| Giocatore          | Squadra             | PG | G  | A  | Pt | +/- | MP |
| ------------------ | ------------------- | -- | -- | -- | -- | --- | -- |
| Brad Richards      | Tampa Bay Lightning | 23 | 12 | 14 | 26 | +5  | 4  |
| Martin St. Louis   | Tampa Bay Lightning | 23 | 9  | 15 | 24 | +6  | 14 |
| Jarome Iginla      | Calgary Flames      | 26 | 13 | 9  | 22 | +13 | 45 |
| Fredrik Modin      | Tampa Bay Lightning | 23 | 8  | 11 | 19 | +7  | 10 |
| Craig Conroy       | Calgary Flames      | 26 | 6  | 11 | 17 | +12 | 12 |
| Vincent Lecavalier | Tampa Bay Lightning | 23 | 9  | 7  | 16 | -2  | 25 |
| Keith Primeau      | Philadelphia Flyers | 18 | 9  | 7  | 16 | +11 | 22 |
| Martin Gélinas     | Calgary Flames      | 26 | 8  | 7  | 15 | +10 | 35 |
| Ruslan Fedotenko   | Tampa Bay Lightning | 22 | 12 | 2  | 14 | 0   | 14 |
| Vincent Damphousse | San Jose Sharks     | 17 | 7  | 7  | 14 | 0   | 20 |

### Classifica portieri
Questa è una tabella che combina i cinque migliori portieri dei playoff per media di gol subiti a gara con i cinque migliori portieri per percentuale di parate, con almeno 420 minuti disputati. La tabella è ordinata per la media gol subiti, e i criteri di inclusione sono in grassetto.

| Giocatore          | Squadra             | PG | Min     | V  | S  | OTS | TC  | GS | SO | Sv%  | MGS  |
| ------------------ | ------------------- | -- | ------- | -- | -- | --- | --- | -- | -- | ---- | ---- |
| Curtis Joseph      | Detroit Red Wings   | 9  | 517:34  | 4  | 4  | 2   | 197 | 12 | 1  | .939 | 1.39 |
| Nikolaj Chabibulin | Tampa Bay Lightning | 23 | 1400:30 | 16 | 7  | 2   | 598 | 40 | 3  | .933 | 1.71 |
| Evgenij Nabokov    | San Jose Sharks     | 17 | 1052:15 | 10 | 7  | 3   | 461 | 30 | 3  | .935 | 1.72 |
| Miikka Kiprusoff   | Calgary Flames      | 26 | 1655:00 | 15 | 11 | 2   | 710 | 51 | 5  | .928 | 1.85 |
| David Äbischer     | Colorado Avalanche  | 11 | 662:13  | 6  | 5  | 1   | 295 | 23 | 1  | .922 | 2.08 |
| Ed Belfour         | Toronto Maple Leafs | 13 | 773:47  | 6  | 7  | 2   | 379 | 27 | 3  | .929 | 2.09 |